# Камо (приток Кацуры)
Камо (яп. 鴨川 или яп. 賀茂川, камогава) — река в Японии, в префектуре Киото, приток реки Кацура (впадает в реку Йодо), протекает через город Киото. Традиционно река считалась восточной границей столицы (на западе границей являлась Кацура). Длина реки — 23 км (31 км). Площадь водосборного бассейна — 180 км² или 210 км².
Исток реки лежит под горой Садзикигадаке на севере Киото. Бассейн реки простирается от 135.7E до 135.86E и от 34.97N до 35.18N, на высотах от 17 м до 888 м. 70 % территории покрыто лесами. По состоянию на 1976 год 14 % бассейна реки было застроено, 3 % занимали рисовые поля. Среднегодовая норма осадков составляет 1491 мм — 1580 мм, основная часть осадков выпадает в период с марта по октябрь. Дневная температура в районе реки колеблется от −3 °C до 33 °C, в среднем составляя 15,6°С. Средний уклон реки составляет около 1/200, в верховьях — около 1/100, в среднем течении — 1/350, а в низовьях — 1/600. Основные притоки — Такано (高野川), Курама (鞍馬川) и Сиракава (白川).
В реке и на её берегах водятся более 40 видов птиц и животных и произрастает более 70 видов растений (96 % из них — кусты и травы). Среди птиц преобладают болотные виды, такие как большая белая цапля, большой баклан и косатка.
Берега реки является популярными среди местных жителей и туристов, особенно в период цветения сакуры. Вдоль берега проложены дорожки для велосипедов, прогулок и бега. Во время сильных дождей берега затапливает.
У неё расположено множество ресторанов, отелей и чайных домов, а также театр кабуки Кабурэндзё. Квартал гейш Понто-тё примыкает к реке вытянутой стороной; в нём проводится танцевальный фестиваль Камогава Одори (яп. 鴨川をどり, танцы реки Камо). Киотский ботанический сад лежит на берегу Камо. В июле и августе прилегающие к реке рестораны традиционно (с эпохи Мэйдзи) возводят деревянные платформы норё-юка, на которых располагаются посетители. С 1952 года на установку платформы выдаются стандартные лицензии. Киотский университет расположен недалеко о впадения в Камо реки Такано, у Дэматиянаги. Набережная популярна среди студентов. На левом берегу реки расположены древние храмы Камо-дзиндзя и священный лес Тадасу-но мори.
Камо с древних времён подвергалась воздействию человека. До основания Киото Камо протекала на месте нынешней улицы Хорикава и река Такано впадала в неё южнее. В то время Камо и Кацура впадали в болото Охокура-икэ. Чтобы построить город на благоприятном месте (согласно китайским традициям), русло реки было перенесено на нынешнее место, и устье Такано стало отмечать северную границу Хэйан-кё. В 824 году были предприняты первые меры по предотвращению наводнений на реке.
Река занимает заметное место в культуре Хэйан. Перед коронацией нового императора на Камо производилась церемония очищения. Вначале император совершал омовение в одиночку, позже это превратилось в пышную процессию более полутора тысяч человек. В «Повести о доме Тайра» император-затворник Сиракава, недовольный воинственными и своевольными буддийскими монахами, говорит: «Хоть я и правитель Японии, три вещи мне неподвластны: пороги Камо, игральные кости и монахи на горе».
На берегах Камо добывают сырьё для производства керамики раку.